# 麻瓜魁地奇
魁地奇源自J·K·羅琳的小說《哈利·波特》中的虛構運動魁地奇。麻瓜魁地奇的隊伍人數和書中的虛構運動相同，每隊各有7名球員，包括：1名看守手，2名打擊手，3名追蹤手，和1名搜捕手。這門運動結合了 橄欖球、躲避球、和角力。 

## 比賽規則簡介
此為最廣為採用的國際魁地奇協會規則。2014-15的球季，國際魁地奇協會採用美國魁地奇制定的第八版規則為國際標準規則。
球場兩側有圓形的球門各三個。場上球員須配備掃帚，並在比賽進行時將其保持在兩腿之間。比賽用球有三種：快浮為稍微洩氣的排球；搏格為稍微洩氣的躲避球。金探子是一顆裝在黃色襪子裡的網球，綁在金探子跑者腰後。金探子跑者中立於兩個隊伍，穿著黃色或金色為主的衣服。取得金探子的隊伍獲得三十分。
比賽開始前，一顆快浮和三顆搏格置於球場中線，雙方球員在球門前一字排開做起跑預備姿。裁判守先確認雙方隊伍皆準備比賽，依序下達指令「掃帚著地（Brooms down）」、「預備（Ready）」、「起飛（Brooms up）」即開始比賽。起跑球員只包含追蹤手、看守手、打擊手。在第八版規則手冊中，比賽前18分鐘金探子和搜捕手不為比賽的一部分。這18分鐘為金探子的「遊蕩時間」。金探子需在遊蕩時間結束前進入球場，兩隊搜捕手於第18分鐘時進入球場爭奪金探子。當一方搜捕手奪得金探子結束比賽並獲得30分。總分最高分的隊伍贏得比賽。
- 三名追蹤手戴白色頭帶，負責以快浮射門得分，一次射門的分數為十分。追蹤手可以從360度向球門射門。當搏格擊中追蹤守時，她必須放下手中的快浮，將掃帚自跨下移開持於手中，碰觸球門後重新將掃帚持於跨下返回比賽。
- 一名看守手戴綠色頭帶，負責阻擋對方球隊以快浮得分。看守手在己方禁區（keeper zone）被搏格擊中不須執行返回球門的程序；但離開禁區則與追蹤手無異。
- 兩名打擊手戴黑色頭帶，用搏格攻擊對方球員。一場比賽中，兩個隊伍共有四名打擊手，球場上有三顆搏格；手中無搏格的打擊手負責對有兩顆搏格（「搏格優勢」）的隊伍施壓。
- 一名搜捕手戴黃色頭帶，負責搶取金探子。搜捕手被搏格擊中時必須將掃帚自跨下移開、返回球門，碰觸球門後重新將掃帚持於跨下返回比賽。在第八版規則手冊中，搜捕手和金探子的活動範圍僅限於球場。

## 國際魁地奇協會
國際魁地奇協會致力於幫助世界各地的魁地奇發展和與透過國際魁地奇大會協助各國球聯進行對話，以及辦理國際賽事。2014年7月，國際魁地奇協會成立，目前負責的比賽有2015歐洲賽以及2016年世界盃以及歐洲冠軍賽。

### 各國魁地奇協會
在魁地奇以十分普及或正在發展中的國家皆有專門的組織管理國內球隊，定訂會員制度以保障球隊權益，培訓裁判、金探子跑者、教練，以及代表國內和國際魁地奇協會對話。目前已成立的會員有：

魁地奇在世界各地的發展狀況。深藍為會員國，藍色為發展中成員國，淺藍色為新興國家。

- 墨西哥（Asociación Mexicana de Quidditch）
- 巴西（Associação Brasileira de Quadribol）
- 阿根廷（Asociación Argentina de Quidditch）
- 義大利（Associazione Italiana Quidditch）
- 澳洲（Australian Quidditch Association）
- 比利時（Belgian Quidditch Federation）
- 法國（Fédération du quidditch français）
- 德國（Deutscher Quidditchbund）
- 荷蘭（Muggle Quidditch Nederland）
- 挪威（Norges Rumpeldunkforbund）
- 加拿大（Quidditch Canada）
- 聯合王國（QuidditchUK）
- 土耳其（Quidditch Association in Turkey）
- 美國（US Quidditch）

## 世界著名比賽

### 美國總冠軍賽
舊名世界盃，始於2007年，是魁地奇最早的大型聯賽。美國總冠軍賽於每年四月左右舉辦，參賽隊伍必須在美國七個區域的冠軍賽中取得參賽資格。目前冠軍是德州大學。
2016年為美國魁地奇改組後第一次使用本名一舉辦國家賽。

### 世界盃
美國總冠軍賽的舊名，但在2014年國際魁地奇協會成立後，成為正式的世界總冠軍賽名稱。過去若有世界總冠軍性質的比賽，多以其他名義進行避免混淆，如2014環球盃與因2012年倫敦奧運舉辦的夏季大賽。
2016年由國際魁地奇協會第一次以世界盃名義舉辦此國際賽事。

### 歐洲盃
歐洲盃為歐洲各國代表隊的冠軍賽，於2015年首次由國際魁地奇協會舉辦，首屆冠軍為法國。

### 歐洲冠軍賽
歐洲冠軍賽為歐洲各球隊的冠軍賽，各隊伍以球會名義參賽而非國家。2015年冠軍為巴黎巨人隊。

### 夢幻錦標賽
夢幻錦標賽由世界各國活躍的魁地奇社群在六到八月或其他非球季時間舉辦。其形式類似電玩《足球經理人》。選手以個人名義登記參賽，各隊隊長依照球員素質競標，組成自己的隊伍參加比賽。

## 「至多四人」性別規則與LGBTQ*社群
魁地奇自從創始以來就定下了其重視性別平等的特質。規則中明定「場上同一性別的人數不可以超過四人」。因此魁地奇成為推動性別平等以及LGBTQ*權益的運動代表之一規則中明定「場上同一性別的人數不可以超過四人」。 美國魁地奇協會於2013年訂定了「第9¾修正案」以推廣和引起外界對於運動場上的性別平權和性別包容議題。

## 外部連結
- 國際魁地奇協會(IQA)官方網站
- 美國魁地奇第八版規則手冊